# Étienne Mattler
Étienne Mattler (ur. 25 grudnia 1905 w Belfort, zm. 23 marca 1986 w Sochaux) – francuski piłkarz grający na pozycji obrońcy i trener.

## Kariera klubowa
Étienne Mattler karierę sportową rozpoczynał jako obiecujący kolarz, jednak za namową starszego brata przeszedł na futbol i jako 16-latek związał się z rodzimym klubem o nazwie US Belfort. Już w roku 1927 przeniósł się do znacznie silniejszego Troyes AC, a po kolejnych dwóch sezonach był już graczem FC Sochaux. Wraz z ekipą „Les Lionceaux” wywalczył dwukrotnie mistrzostwo Francji (w latach 1935 i 1938), zaś w roku 1937 do wicemistrzostwa Sochaux dołożyło jeszcze Puchar Francji. Obok Mattlera, prym w drużynie wiedli tacy zawodnicy, jak Roger Courtois, Szwajcar André Abegglen czy Anglik Bernard Williams. W roku 1930 Étienne otrzymał pierwsze powołanie do reprezentacji.
Mattler był graczem bardzo atletycznym i silnym fizycznie, lecz nie przeszkadzało mu to być lepiej wyszkolonym technicznie od wielu rywali. Często grał ostro. Nie oszczędzał się zwłaszcza w meczach kadry narodowej: w meczu z Hiszpanią w roku 1933 grał ze złamaną szczęką, zaś przeciwko Włochom cztery lata później dograł do końca meczu mimo dość poważnej kontuzji nogi.
Jego odwaga była widoczna nie tylko na boisku. Ciekawa rzecz miała miejsce w roku 1938 w Neapolu przed meczem reprezentacji Francji z faszystowskimi Włochami. Otóż kibice z Italii zaczęli wygwizdywać wszystkich przeciwników, a pod adresem pochodzącego z Maroka Larbiego Ben Bareka głosić rasistowskie hasła. Mattler był jednym z tych, którzy protestowali najgłośniej przeciw temu na oczach samego Benita Mussoliniego, a gdy Ben Barek zaczął śpiewać Marsyliankę dla podkreślenia swojej francuskości, przyłączył się do niego. Później, podczas II wojny światowej, choć był członkiem francuskiego ruchu oporu, nie przerwał kariery piłkarskiej. W roku 1944 został nawet aresztowany, ale uciekł z niemieckiego obozu i dołączył się do walk w rodzinnym Belfort.
Po zakończeniu wojny, jeszcze przez rok był grającym trenerem FC Sochaux, by w roku 1946 zakończyć karierę w wieku 40 lat.

## Kariera reprezentacyjna
Od maja 1930 do stycznia 1940 Étienne Mattler rozegrał 46 meczów w barwach reprezentacji Francji, przez długi czas tworząc solidny duet obrońców z Jules’em Vandoorenem. W niektórych meczach pełnił funkcję kapitana drużyny, a od roku 1938, gdy wyprzedził Edmonda Delfoura, był rekordzistą kraju pod względem gier w drużynie narodowej. Przegonił go dopiero w roku 1955 Roger Marche.
Mattler grał z reprezentacją Francji na wszystkich przedwojennych mundialach: w latach 1930, 1934 i 1938.

## Po zakończeniu kariery
W latach 1946–1948 trenował jedną z amatorskich drużyn w rodzimym Belfort oraz zasiadał w zarządzie miejscowego US. Potem prowadził własną restaurację oraz pracował w firmie produkującej żywność i napoje.
Zmarł w roku 1986 w wieku 80 lat. Obecnie jego imieniem nazwany jest stadion w Belfort.

## Osiągnięcia
- 2 razy Mistrzostwo Francji z Sochaux (1935, 1938)
- wicemistrzostwo Francji z Sochaux (1937)
- Puchar Francji z Sochaux (1937)